# Силикагель

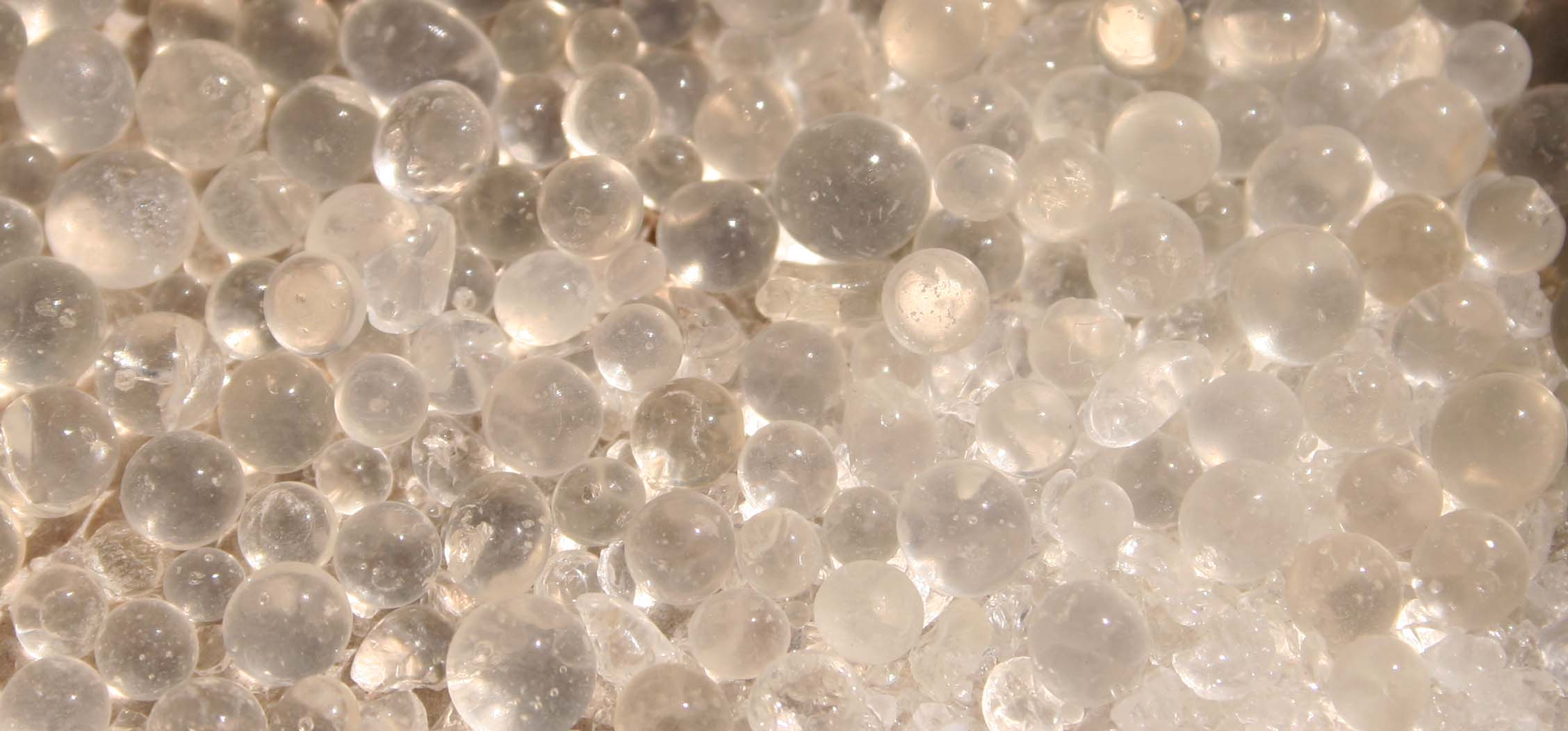
Гранулы сухого силикагеля

Силикаге́ль (англ. silica gel), силикатный гель — высушенный гель, образующийся из перенасыщенных растворов кремниевых кислот (nSiO2·mH2O) при pH > 5—6.
Применяется как твёрдый гидрофильный сорбент.

## Получение
Получается при подкислении водных растворов силикатов щелочных металлов с последующей промывкой от соли щелочного металла и высушиванием образовавшегося геля, например:
{\displaystyle {\mathsf {Na_{2}SiO_{3}+2HCl\rightarrow 2NaCl+H_{2}SiO_{3}\downarrow }}}
Обезвоживанием концентрированных золей коллоидного кремнезёма:
{\displaystyle {\mathsf {H_{2}SiO_{3}\rightarrow SiO_{2}+H_{2}O}}}
Гидролизом соединений кремния, например, тетрахлорида кремния или разложением сложных эфиров ортокремниевой кислоты.

## Цветовые индикаторы влажности

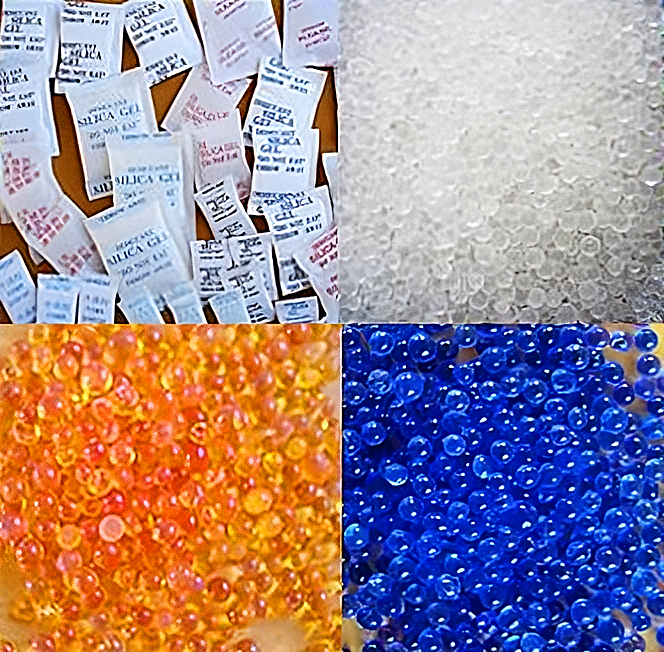
Гранулы силикагеля с индикатором влажности — хлоридом кобальта. Слева снизу — насыщенный влагой силикагель, справа снизу — безводный

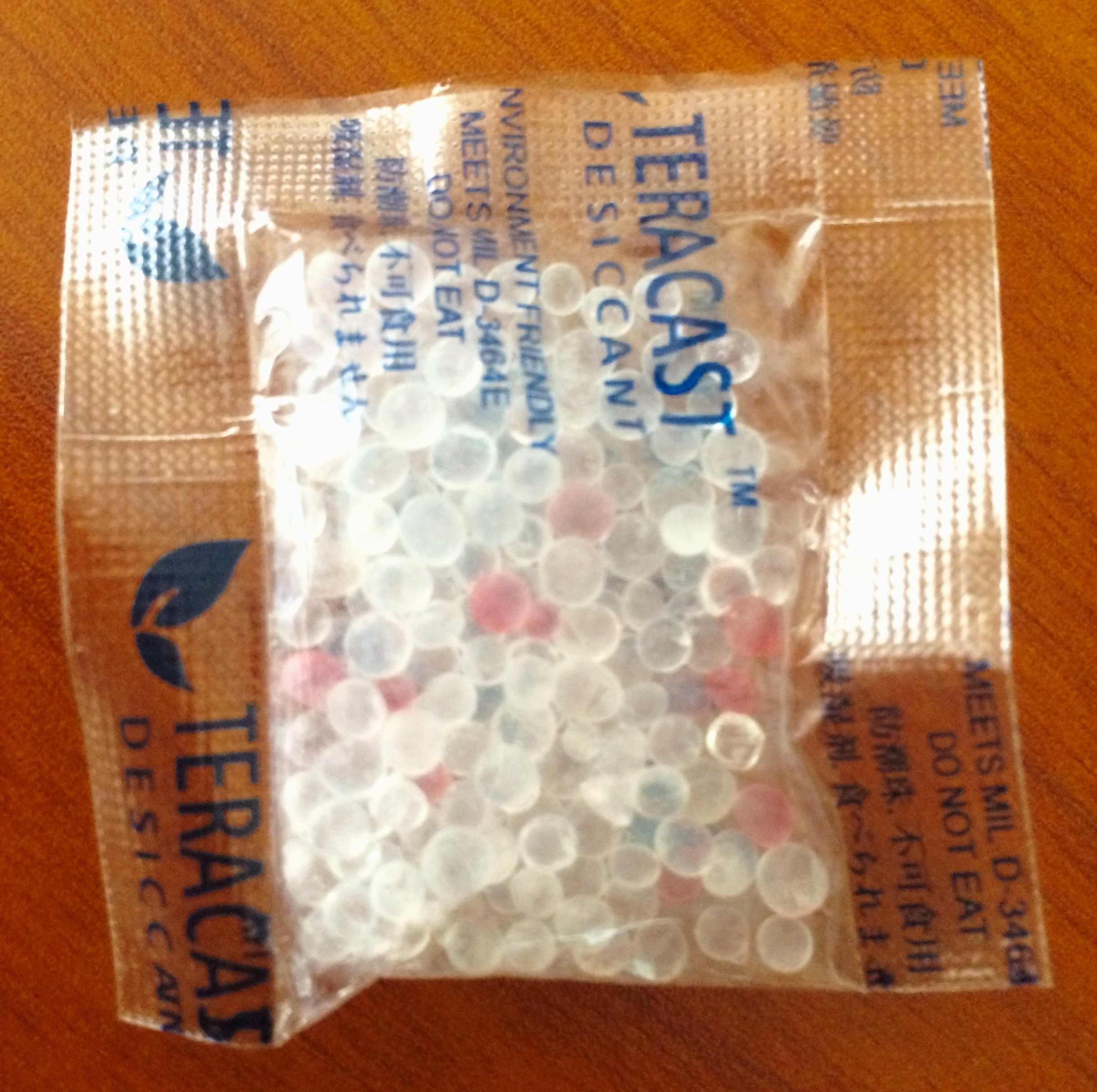
Пакетик с силикагелем, к которому добавлены зёрна индикаторного силикагеля

При изготовлении некоторых марок силикагеля в него добавляют в небольшом количестве цветовые индикаторы влажности, — вещества, изменяющие свой цвет при изменении степени гидратации. Обычно в качестве такого вещества используют соли двухвалентного кобальта, например, хлорид кобальта. В обезвоженном состоянии эта соль имеет тёмно-синий цвет, при гидратации изменяет цвет на светло-розовый.
Также в качестве цветового индикатора влажности используют органический краситель — метилвиолет, который при изменении влажности изменяет цвет от зелёного до оранжевого или бесцветного.
В качестве индикатора влажности зёрна индикаторного силикагеля добавляют в небольшом количестве к зёрнам обычного, неокрашенного силикагеля.
Цветовые индикаторы небезопасны, так, хлорид кобальта токсичен и является канцерогеном. Имеются сведения, что и метилвиолет может являться канцерогеном, но он менее вреден и допускается для применения даже в медицине[уточнить].

## Адсорбционные свойства
Силикагель имеет огромную площадь поверхности (750–800 м²/г), состоящую из групп —SiOH, расположенных на расстоянии 0,5 нм друг от друга. Эти группы являются активными центрами, причём активность конкретной марки силикагеля зависит от числа и активности таких центров. В активном адсорбенте, то есть таком, из которого удалена адсорбированная на его поверхности вода, многие центры будут активны. Такая активация происходит при нагревании геля до 150—200 °C.
При нагревании до более высокой температуры в интервале 200—400 °C адсорбционная активность теряется в результате образования связей Si-O-Si, происходящего с отщеплением воды. Этот процесс обратим. При нагревании выше 400 °C площадь сорбирующей поверхности силикагеля необратимо уменьшается.
Активные центры взаимодействуют с полярными растворёнными веществами главным образом за счёт образования водородных связей.

## Классификация и марки силикагелей

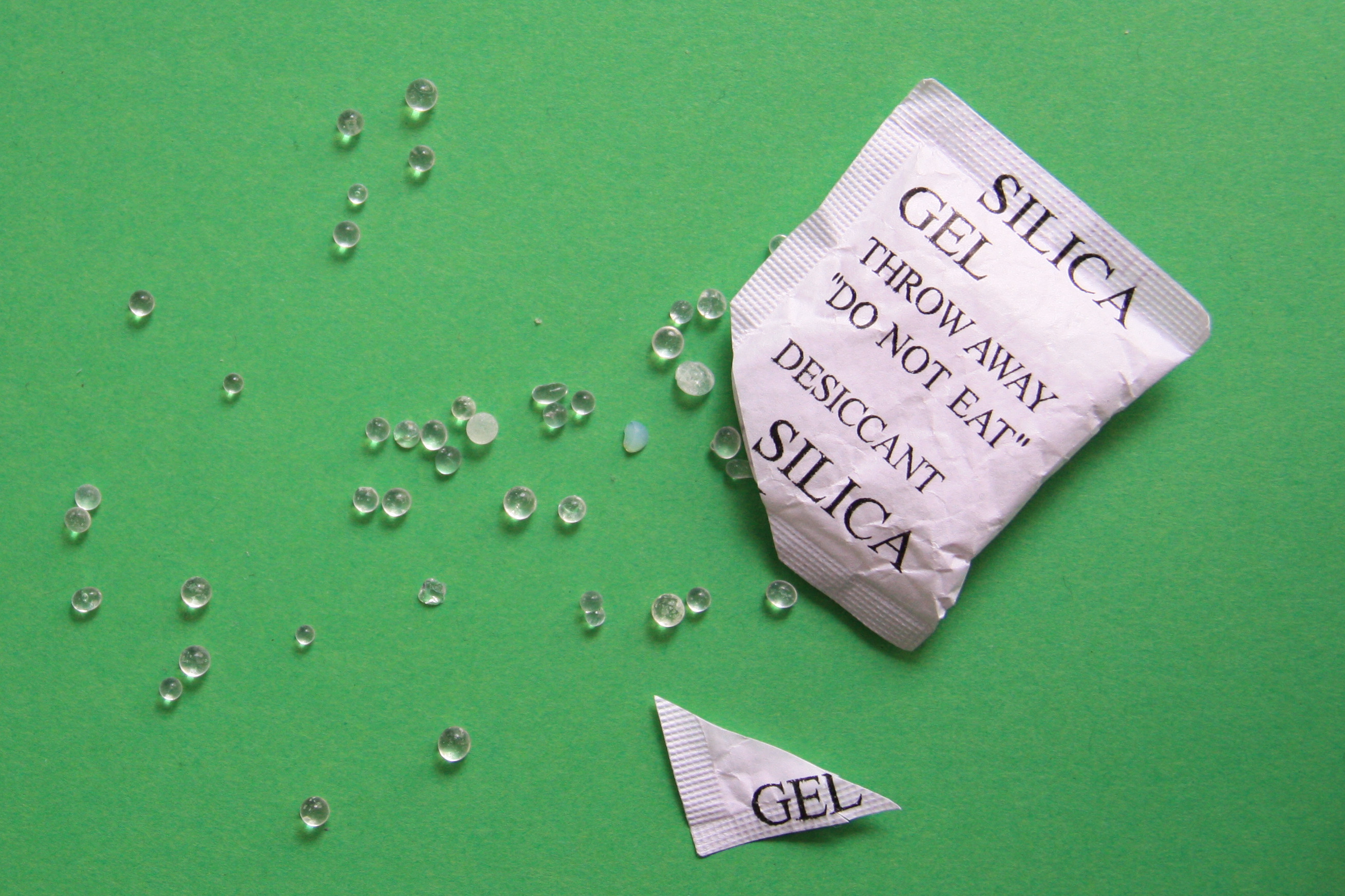
Силикагель

Согласно ГОСТ 3956—76 силикагели классифицируются по:
- форме зёрен (гранулированные или кусковые);
- размерам зёрен (крупные и мелкие);
- размерам пор (крупнопористые и мелкопористые).

Принято четырёхбуквенное обозначение марки силикагеля согласно ГОСТ 3956—76.
- 1-я буква характеризует размер гранул (К — крупный, М — мелкий, А — активированный, Ш — шихтовый);
- 2-я буква всегда С (силикагель);
- 3-я буква размер пор (К — крупнопористый, М — мелкопористый);
- 4-я буква форма частиц (Г — гранулированный, К — кусковой).

Товарный силикагель обычно выпускают в виде зёрен или шаровидных гранул размером от 5—7 до 10−2 мм. Различные марки силикагелей имеют средний эффективный диаметр пор 20—150 Å и удельную поверхность 100—1000 м²/г.
Также существуют гидрогели (аквагели), в которых поры заполнены водой, алкогели (спиртовые гели), ксерогели, в которых из геля удалены любые жидкости, аэрогели (высушенные в автоклаве при нагревании выше критической точки).
Существуют силикагели специального назначения, например, силикагель-индикатор влажности (пропитанный солями кобальта, по мере впитывания влаги и снижения активности гранулы изменяют окраску с голубой на розовую), силикагели для хроматографии, силикагели для бытовых холодильников и ряд других марок.

## Применение
Основное применение силикагели находят при осушке различных газов — воздуха, углекислого газа, водорода, кислорода, азота, хлора и других промышленных газов (например, в осушителях сжатого воздуха).
Обычно силикагелем наполняют какую-либо газопроницаемую или перфорированную оболочку, например, пластиковые пакетики — осушители. Осушители до их использования хранят в герметичной таре для предотвращения поглощения ими влаги из воздуха. Осушители начинают действовать сразу же, как только их вынимают из влагонепроницаемой защитной упаковки, поэтому они должны оставаться в герметичной таре как можно дольше.
Для повышения эффективности осушителей их целесообразнее всего, по возможности, свободно подвешивать в верхней части упаковки с изделием. Желательно, чтобы упаковка изделия или товара была герметична. Также выпускаются «контейнерные осушители» — осушители с большим количествам силикагеля из-за большой массы относительно поверхности осушителя оно действуют медленнее, что увеличивает срок службы осушителя до насыщения влагой и потери им осушающих свойств.

### Металлургическая отрасль
Способность силикагеля поглощать значительное количество воды используется для осушки различных жидкостей, в особенности, в том случае, когда в обезвоживаемой жидкости плохо растворяется вода (например, сушка галогенированных органических жидкостей типа фреонов).
Силикагели служат также осушителями при консервации оборудования для предохранения его от коррозии.

### Химическая отрасль
Наряду с водой силикагели хорошо поглощают пары многих органических веществ. Этим его свойством пользуются для улавливания (рекуперации) паров бензина, бензола, эфира, ацетона и т. п. из воздуха, бензола, из газовых коксовых печей и бензина из природных газов.
Свойство силикагеля поглощать многие вещества из жидкой фазы используют в промышленной очистке различных масел, удаления серы из продуктов дистилляции нефти и для удаления из нефти высокополимерных смолистых веществ.
Также силикагель используют как адсорбент для наполнения хроматографических колонок в хроматографии, как поглотитель воды (осушитель) органических растворителей, адсорбционной очистки неполярных жидкостей; для разделения спиртов, аминокислот, витаминов, антибиотиков и др.). Крупнопористые силикагели применяются как носители катализаторов.

### Медицина и сельское хозяйство
Силикагель хорошо адсорбирует атомы радона и его изотопов.

## Техника безопасности
Силикагель пожаро- и взрывобезопасен, по степени воздействия на организм относится к веществам 3-го класса опасности. Пыль силикагеля содержит от 10 до 70 % свободного диоксида кремния. При хроническом вдыхании такой пыли возможно развитие болезни лёгких — силикоза. Поэтому при регулярной работе с силикагелем рекомендуют использовать индивидуальные средства защиты органов дыхания от пыли.
Силикагель с цветовым индикатором влажности может содержать хлорид кобальта(II), который токсичен и является канцерогеном.